# Clunes (Victoria)
Pour les articles homonymes, voir Clunes.
Clunes (1 026 habitants) est un village du centre ouest de l'État de Victoria en Australie à 34 kilomètres de Ballarat et à 146 km au nord-ouest de Melbourne dans le comté d'Hepburn.
Le village possède 60 bouquinistes et organise une fête du livre le premier week-end de mai appelé "Back to Booktown".